# Karl Geiringer
Karl Geiringer (Vienna, 26 aprile 1899 – Santa Barbara, 10 gennaio 1989) è stato un musicologo, biografo e docente austriaco naturalizzato statunitense.
Si istruì a Vienna, ma dopo l'Anschluss emigrò in Inghilterra e successivamente negli Stati Uniti, dove ebbe una lunga e distinta carriera in diverse università. Era una nota autorità su Brahms, Haydn e la famiglia Bach e un autore prolifico.

## Biografia
Geiringer nacque a Vienna, figlio di Louis Geiringer e Martha Wertheimer. Studiò storia della musica all'Università di Vienna con Guido Adler e Curt Sachs e composizione con Hans Gál. Studiò anche all'Università di Berlino con Curt Sachs. Conseguì il dottorato di ricerca in musicologia presso l'Università di Vienna nel 1923. L'argomento della sua tesi di dottorato erano gli strumenti musicali che apparivano nella pittura rinascimentale. Dopo la laurea ha lavorato come redattore per la rivista di Adler Denkmäler der Tonkunst in Österreich; rimase nella redazione di questo periodico per il resto della sua vita.
Nel 1930 ottenne una posizione di primo piano in campo musicologico, come curatore degli archivi presso la Gesellschaft der Musikfreunde di Vienna, posizione precedentemente ricoperta dal suo mentore Eusebius Mandyczewski e da altri illustri studiosi. Questo lavoro ha dato a Geiringer l'accesso a importanti fonti primarie sulla musica occidentale, che ha usato ampiamente nel suo periodo di ricerca. Un'insolita responsabilità che Geiringer aveva negli archivi della Gesellschaft era la curatela del cranio di Joseph Haydn, che era stato trafugato dalla sua tomba nel 1809. Nella prima edizione inglese della sua biografia di Haydn (1946), Geiringer ricordava di portare alla luce il teschio da mostrare ai visitatori.
Nel 1938, l'Austria fu incorporata nella Germania nazista con l'Anschluss. Con l'occupazione nazista, la Gesellschaft fu chiusa. Geiringer, sebbene fosse stato battezzato cattolico romano, era figlio di genitori ebrei, quindi lui e la sua famiglia furono in grave pericolo e fuggirono dal paese. Andò dapprima a Londra, dove insegnò al Royal College of Music e servì come emittente per la BBC. Ha anche lavorato a lungo come editor per il Grove Dictionary of Music and Musicians; secondo i suoi successivi colleghi era "un co-editor in tutto tranne che per il nome".
Nel 1940, Geiringer si trasferì in America, e diventò cittadino statunitense nel 1945. Il suo primo incarico accademico fu quello di visiting professor all'Hamilton College di Clinton, New York. L'anno successivo ottenne una cattedra all'Università di Boston, dove diresse il corso di laurea e rimase per 21 anni. Tra i suoi studenti c'era H. C. Robbins Landon. Il suo ultimo incarico accademico iniziò nel 1962, quando si trasferì all'Università di Santa Barbara, in California, al fine di stabilire il corso di laurea in musicologia. Per tutto questo tempo, ha continuato a pubblicare ampiamente.
Nel 1973 divenne professore emerito, ma continuò ad essere molto attivo: i suoi colleghi dissero di lui: «Il suo ‘pensionamento’ ... si rivelò più una formalità che una realtà: il suo insegnamento e la sua ricerca continuarono senza sosta e furono interrotti dalla morte stessa». Morì a Santa Barbara all'età di 89 anni per complicazioni dovute a ferite riportate in una caduta.

## Vita privata
Geiringer fu sposato due volte. La sua prima moglie, e coautrice di lunga data, fu Irene Geiringer (1899-1983). In seguito è stato sposato con Bernice Geiringer (nata Abrams, 1918-2001), una pianista concertista e allieva di Arnold Schoenberg. Ebbe due gemelli, Martin e Ludwig.

## Borsa di studio
Geiringer è stato due volte presidente dell'American Musicological Society. Nel 1959 è stato eletto all'American Academy of Arts and Sciences. La sua ultima università, la UC Santa Barbara, in suo onore istituì un programma di conferenze nel 1994 e una sala da concerto.
Come osserva Crutchfield, «Era abitudine di Mr. Geiringer affrontare gli argomenti più grandi». Il suo lavoro includeva vaste biografie di Brahms, Haydn e della famiglia Bach, che ebbero diverse edizioni. Ha anche scritto molti articoli accademici. A lui si deve la riscoperta di opere minori di Brahms e di Hugo Wolf che erano andate scomparse.
Dopo la sua morte, i suoi colleghi hanno valutato la sua ricerca come segue:
Lo stesso Geiringer ha così valutato la sua carriera: «Mi sembra che, per quanto il mio destino lo ha permesso, ho fatto un uso adeguato delle modeste risorse di cui la natura mi ha dotato».

## Opere principali
- Brahms: His Life and Work, Houghton Mifflin, 1936.
- Musical Instruments, Their History in Western Culture from the Stone Age to the Present, Oxford University Press, 1945, ISBN 978-0-19-519027-4.
- con Irene Geiringer, Haydn: A Creative Life in Music, 3ª ed., W. W. Norton & Company, 1984  [1946].
- The Bach Family: Seven Generations of Creative Genius, Oxford University Press, 1954.
- Johann Sebastian Bach: The Culmination of an Era, Oxford University Press, 1966, ISBN 0-19-500554-6.
- con Irene Geiringer, Stephen and Nancy Storace in Vienna, a cura di Eobert L. Weaver, collana Essays on the Music of J.S. Bach and other divers subjects: a tribute to Gerhard Herz, Università di Louisville, 1981,  pp. 235-244, ISBN 9992663537.
- This I Remember, Santa Barbara, Fithian Press, 1993.
- Robert N. Freeman (a cura di), Joseph Haydn and the Eighteenth Century: Collected Essays of Karl Geiringer, Warren (MI), Harmonie Park Press, 2002, ISBN 0-89990-112-3.
- con George S. Bozarth, On Brahms and his circle: Essays and documentary studies, revised and enlarged by George S. Bozarth with a foreword by Walter Frisch, Sterling Heights, Harmonie Park Press, 2006, ISBN 978-0-89990-136-7.